# Tiana (Disney)
Tiana é a protagonista do filme de animação A Princesa e o Sapo, lançado em 2009 pela Walt Disney Studios. No início do filme, ela é uma garçonete de um restaurante que vive no bairro francês de Nova Orleans durante a Era do jazz. Tiana é dublada por Anika Noni Rose e é a nona princesa da franquia Disney Princesas.

## Desenvolvimento
Tiana foi baseada na personagem Princesa Emma, do romance de E. D. Baker, "The Frog Princess", que foi inspirado pelo conto dos Irmãos Grimm, "O Príncipe Sapo". Ron Clements e John Musker descreveram o romance de Baker como "um toque" no conto de fadas original: "na história a princesa beijou o sapo e em vez de ele se transformar em um príncipe, em seguida, os dois meio que passaram uma aventura juntos".
Clements e Musker falam de Tiana "como alguém que nunca teria sido um grande fã de contos de fadas da Disney". Eles decidiram fazer Tiana como uma afro-americana, simplesmente porque "parecia natural." O produtor executivo John Lasseter descreveu Tiana como "uma heroínas mais "forte" da Disney, ao contrário das outras princesas, ela não está esperando por um príncipe que virá".
Tiana é a primeira princesa negra da franquia Disney Princesas e a segunda princesa americana após Pocahontas. A porta-voz da Disney Heidi Trotta afirmou que: "Tiana será uma heroína na grande tradição do legado Disney, e todos os outros personagens e aspectos da história vão ser tratados com o maior respeito e sensibilidade."
Foi noticiado que um grupo de diferentes mulheres queriam o papel de Tiana. Em fevereiro de 2007, foi relatado que Jennifer Hudson e Anika Noni Rose eram as principais candidatas para a voz de Tiana, e que Alicia Keys foi contactada pelo chefe de estúdio da Disney, Dick Cook, dizendo que queria a cantora fazendo o papel. Mais tarde foi revelado que Tyra Banks foi cogitada para o papel também. Em 19 de abril de 2007, foi confirmado que Anika Noni Rose estaria interpretando a princesa Tiana.

### Aparência
Tiana é uma bela jovem de 19 anos com herança afro-americana. Ela é alta e delgada, com uma figura esculpida, tem cabelos de comprimento médio preto geralmente amarrados em um rabo de cavalo baixo, olhos castanhos e um sorriso brilhante. Ela tem covinhas.

### Personalidade
Tiana é uma garota determinada e independente que descobre o orgulho em fazer as coisas à sua maneira, sem ajuda de ninguém. Durante as primeiras cenas do filme, Tiana está ocupada com seus trabalhos, sem ligar muito para romances. No entanto, Tiana começa gradualmente a se apaixonar por Naveen, e percebe que a coisa mais importante no mundo não é só o sucesso e muito trabalho, mas um equilíbrio entre amizade, amor e diversão.
Anika Noni Rose, a voz de Tiana, disse: "Ela é uma mulher forte que não precisa de ninguém para fazer coisas para ela... Ela quer fazer coisas para si mesma." Ela deve aprender que o equilíbrio é importante na vida, ela precisa de amor e de uma carreira. No bônus de A Princesa e o Sapo, Anika Noni Rose anunciou que ela e Tiana são canhotos.

## Aparições

### A Princesa e o Sapo
O filme segue a história da garçonete e aspirante a proprietário de uma cafeterias em Nova Orleans, chamada Tiana enquanto ela tenta realizar o sonho de seu falecido pai. Na cena de abertura, vemos nossa heroína trabalhando em dois empregos apenas para poupar dinheiro suficiente para proteger o edifício ideal para seu restaurante. Apesar das preocupações de sua mãe, Tiana continua com um único pensamento. Enquanto isso, o príncipe Naveen da Maldonia chegou em Nova Orleans, determinado a melhorar sua situação financeira. Depois de ser cortado por seus pais, Naveen é forçado a casar com uma menina rica ou conseguir um emprego. Logo se torna óbvio que a amiga rica de Tiana, Charlotte La Bouff, é a escolha perfeita. No entanto, espreitando nas sombras, o mestre, Dr. Facilier, um malvado bruxo, se irrita com o descaso que ele recebe dos ricos e poderosos, e resolve armar um plano para transformar o príncipe Naveen em um sapo.
Lawrence se disfarça do príncipe e se prepara para se casar com Charlotte com planos de dividir o dinheiro com Facilier, que tem alguns planos obscuros de sua autoria. Graças a uma circunstância infeliz e um beijo mágico, Tiana perde a licitação para seu futuro restaurante e é transformada em um sapo. Num momento de desespero, ela faz um acordo com Naveen, que exige que depois que ele se case com Charlotte, ele deve comprar seu restaurante. As coisas começam a mudar, no entanto, quando as duas rãs incompatíveis começam a se apaixonar durante a sua excursão perigosa em pântanos da Louisiana. Acompanhado pela jacaré Louis e do vagalume Ray, Tiana e Naveen viajam, arriscando a vida para voltar à sua amada New Orleans. Depois de descobrir a verdade sobre ele, Tiana e Naveen retornam à forma humana, e se casam no final, que termina com Tiana recebendo seu restaurante.

### Princesinha Sofia
Tiana aparece no episódio "O Presente de Inverno", onde Sofia está ajudando um jovem fauno para quebrar uma maldição glacial que constantemente traz prejuízos para os seus amigos e entes queridos. A fim de fazer isso, o fauno (chamado Inverno) deve apresentar um presente para a Glacia, a Bruxa do Gelo, na esperança de que ela vai quebrar a maldição em troca do presente entregado.
Depois de ser informada sobre o dilema de Mama Odie, Tiana chegou a Sofia e disse que ela estava cozinhando uma refeição especial como o seu presente perfeito para sua família e, em seguida, canta a música "Do Coração", dizendo a Sofia que o presente perfeito é um conjurado do coração, dando a jovem princesa a ideia de como quebrar a maldição: que o presente deve vir do próprio Inverno.

## Em outras mídias
Em 26 de outubro de 2009, "Tiana's Showboat Jubilee!" estreou com participações de Tiana, Naveen, Louis, e Dr. Facilier, no Walt Disney World Resort, e mais tarde, no Disneyland Resort. Tiana e Naveen também estão na "Celebrate a Dream Come True Parade". Tiana e Naveen também são vistos cumprimentando e conhecendo pessoas na Liberty Square, de Walt Disney World. Ela participou do "Once upon a Dream Parade na Disneylândia de Paris, em abril de 2010 como parte do "New Generations Festival". Tiana também se juntou ao Fantasmic! no início de janeiro de 2010, durante a final com o Mark Twain Riverboat. Tiana, juntamente com Naveen, Dr. Facilier e Ray fazem uma aparição no Disney's World of Color no Disney California Adventure Park. Em 2013, Tiana e as outras princesas Disney terão uma nova atração no Magic Kingdom chamada Princess Fairytale Hall.

## Controvérsias
Em 12 de Março de 2012, a página Sociological Images publicou uma postagem argumentando que o uso da personagem da Disney Tiana para anunciar um doce de melancia era visto como um estereótipo da melancia racista. Esta crítica foi relatada em alguns outros blogs, se tornando popular na internet.